# Mititei
I mititei (pronuncia [mitiˈtej]) o mici (pronuncia [mit͡ʃʲ]) è un piatto tipico della cucina romena.

## Composizione
I mititei sono polpette cilindriche di carne di manzo spesso mista a carni di maiale e di pecora e aromatizzate con pepe nero, aglio, santoreggia (in romeno Cimbru), coriandolo e altre spezie della tradizione locale.

## Utilizzo

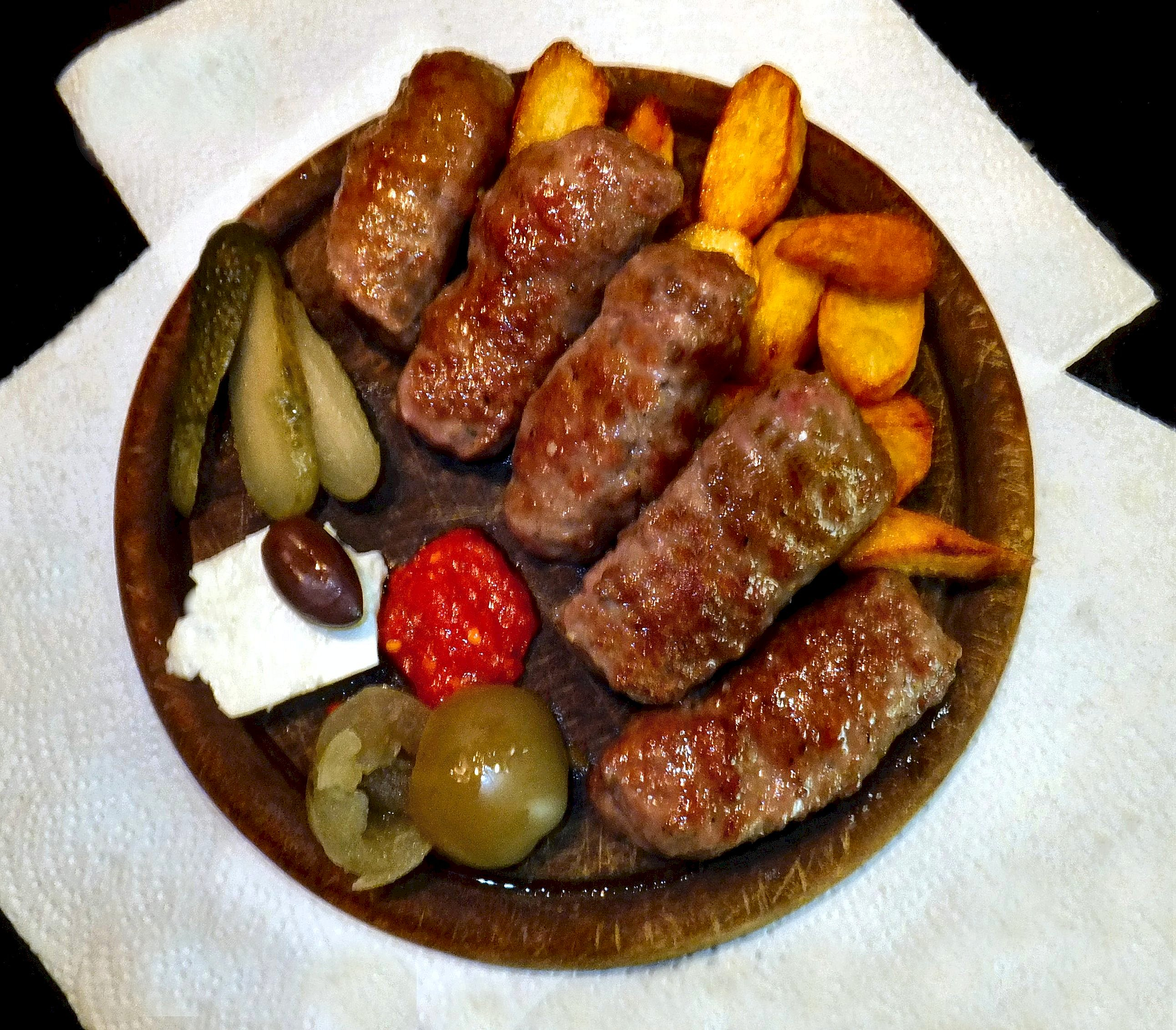
Mici con patatine, telemea e sottoaceti

Il piatto è tipicamente cotto sulla griglia, ben tostato all'esterno e morbido all'interno, e servito con salsa di senape o altre salse locali. Può essere accompagnato con birra. In altri paesi balcanici questo piatto si chiama ćevapčići.